# Näsilinnankatu
Näsilinnankatu (français : rue de Näsilinna), est une rue des quartiers de Tammerkoski et Nalkala au centre-ville de Tampere en Finlande.

## Situation
Koulukatu est une rue orientée nord-sud.
Le nom de la rue fait référence au Näsilinna qui est cobstruit dans le Näsinpuisto.
Lorsque la ville de Tampere est fondée en 1779, l'actuelle rue Näsilinnankatu marque la limite occidentale du zonage de la ville. 
À l'ouest, se trouvaient les jardins urbains des citadins. 
Pendant la domination suédoise, la ville s'étend à l'ouest de la rue Näsilinnankatu, et en 1830 ,un plan de ville plus étendu élaboré par Carl Ludvig Engel est officialisé. 
Ainsi, Näsilinnankatu a perdu sa fonction de limite, même s'il a fallu encore des années avant que le plan d'urbanisme de Carl Ludvig Engel puisse être mis en pratique.

## Noms de la rue
Dans le plan initial de la ville, les rues n'avaient pas encore de nom, mais les rues orientées du nord au sud ont rapidement commencé à être appelées «longues rues» et celles menant d'est en ouest sont dites des «rues transversales». 
La rue est nommée d'abord Läntinen Pitkäkatu qui sera abrégé en Läntinenkatu, qui a été utilisé des années 1880 aux années 1930.
En novembre 1935, le conseil municipal débat du changement de nom de plus de 50 rues et, lors d'un vote, il est décidé de renommer la rue Näsilinnankatu. 
Le changement est de nom entré en vigueur en 1936.

## Galerie

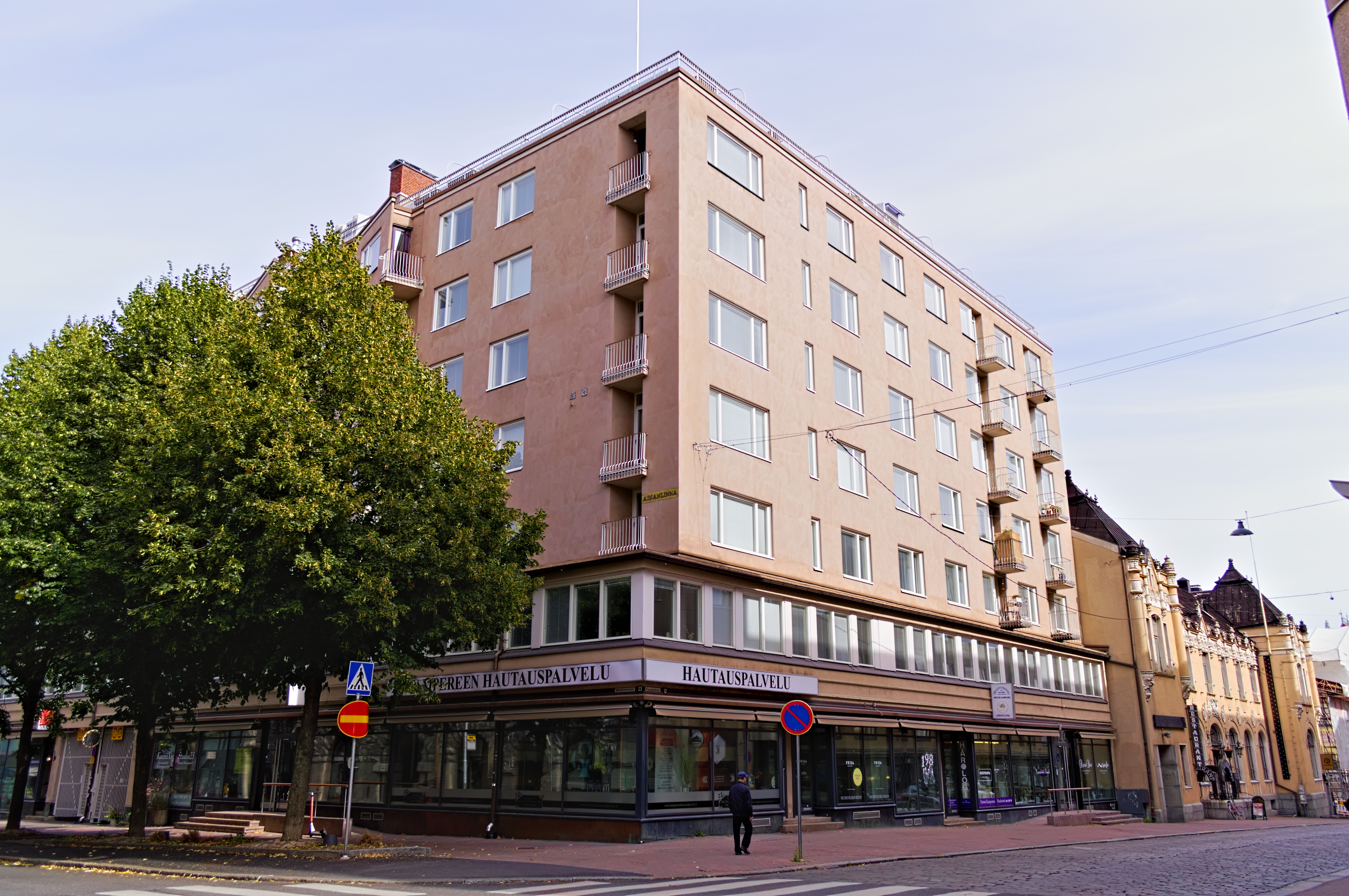
Ainanlinna.
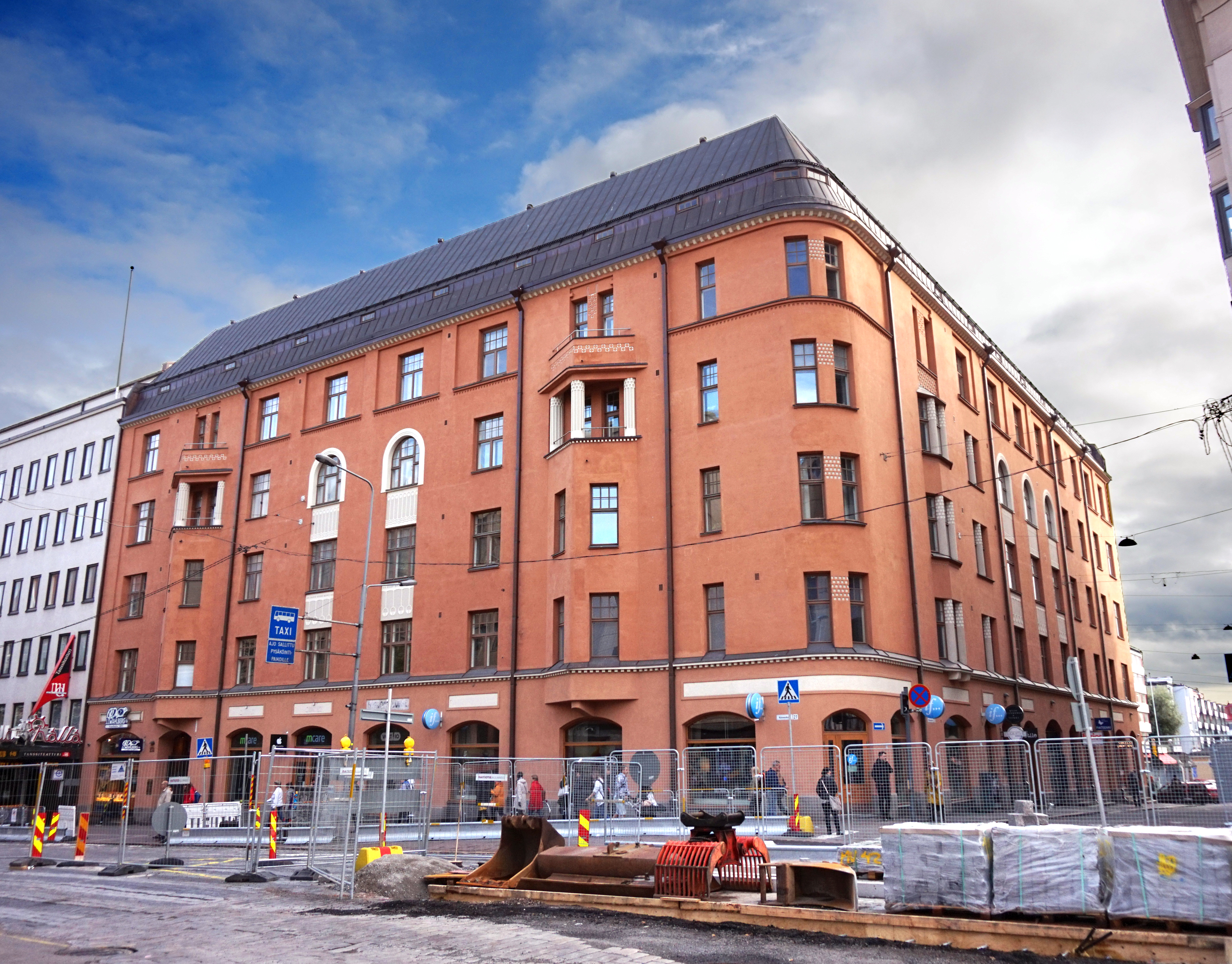
Kymmenenmiehen talo.
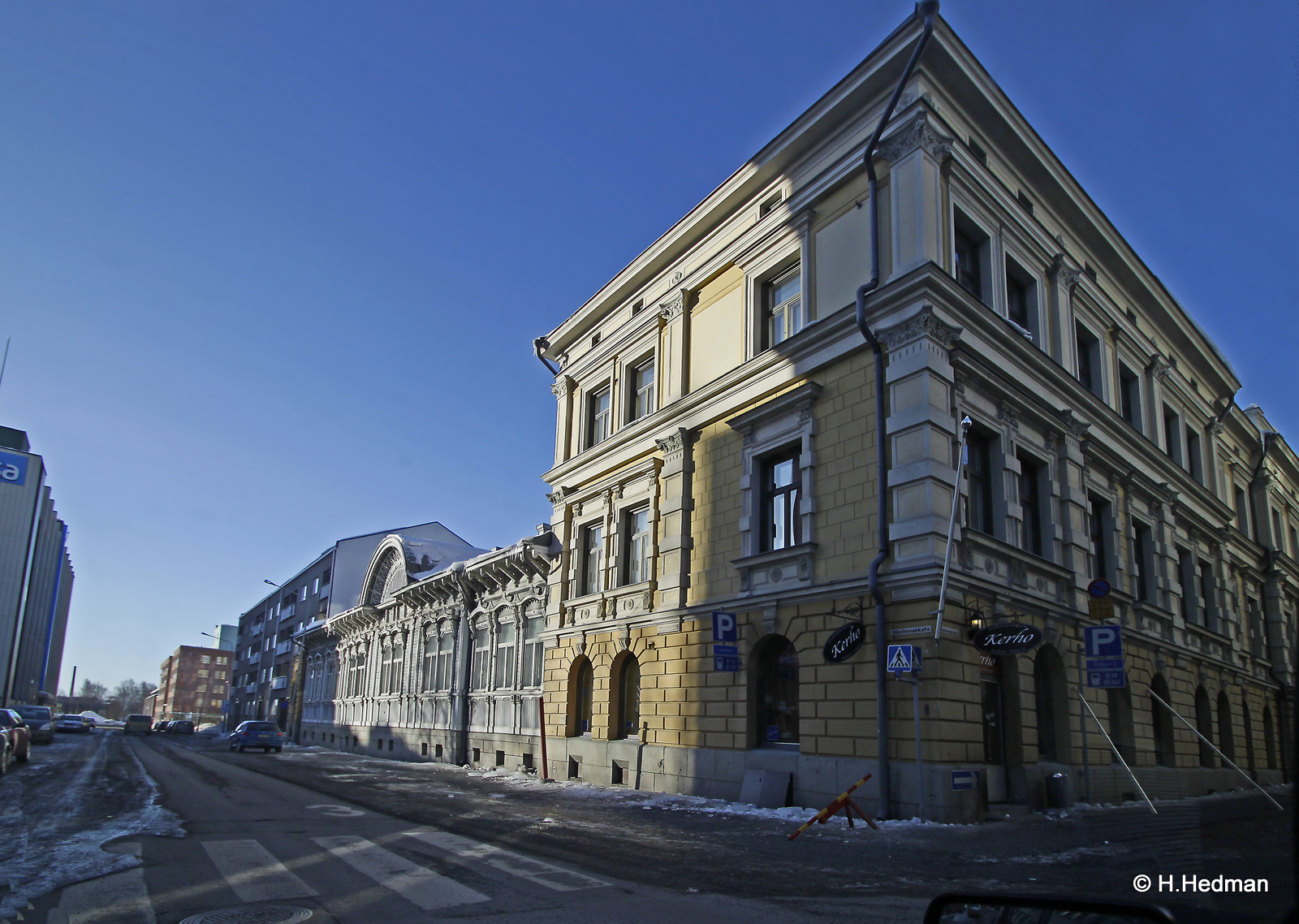
Näsilinnankatu.
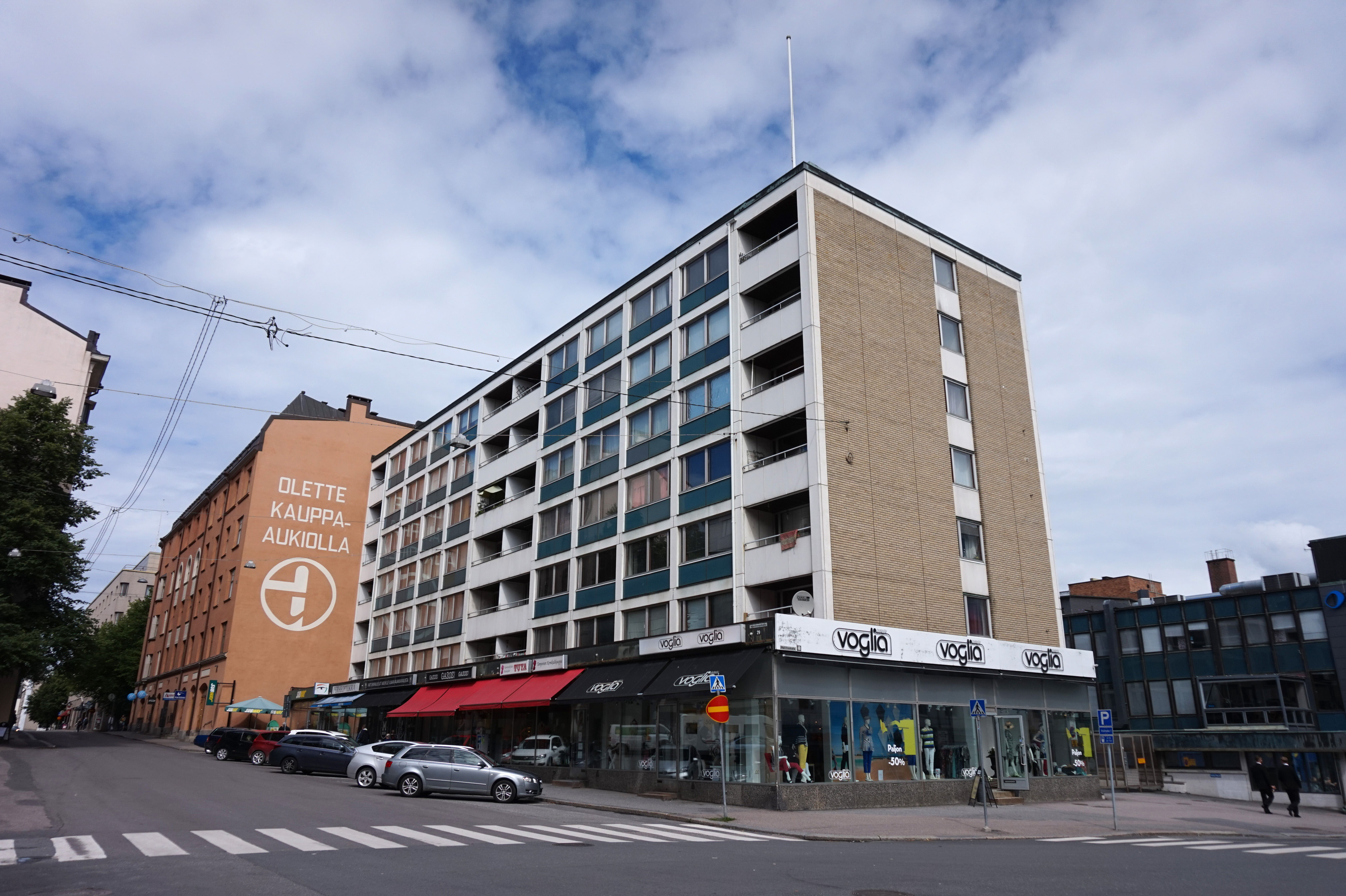
Coin de Hallituskatu et Näsilinnankatu.
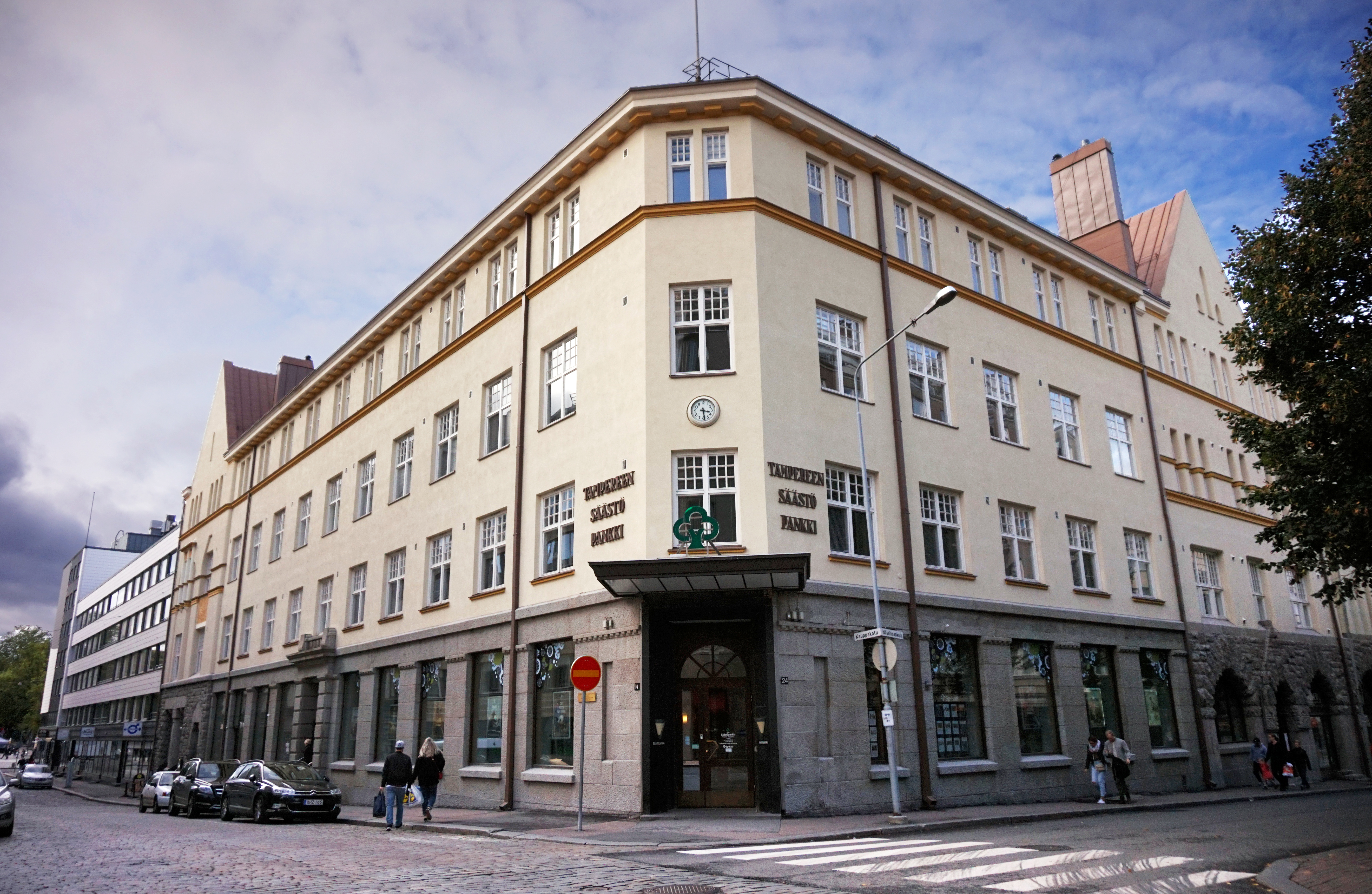
Säästöpankki.
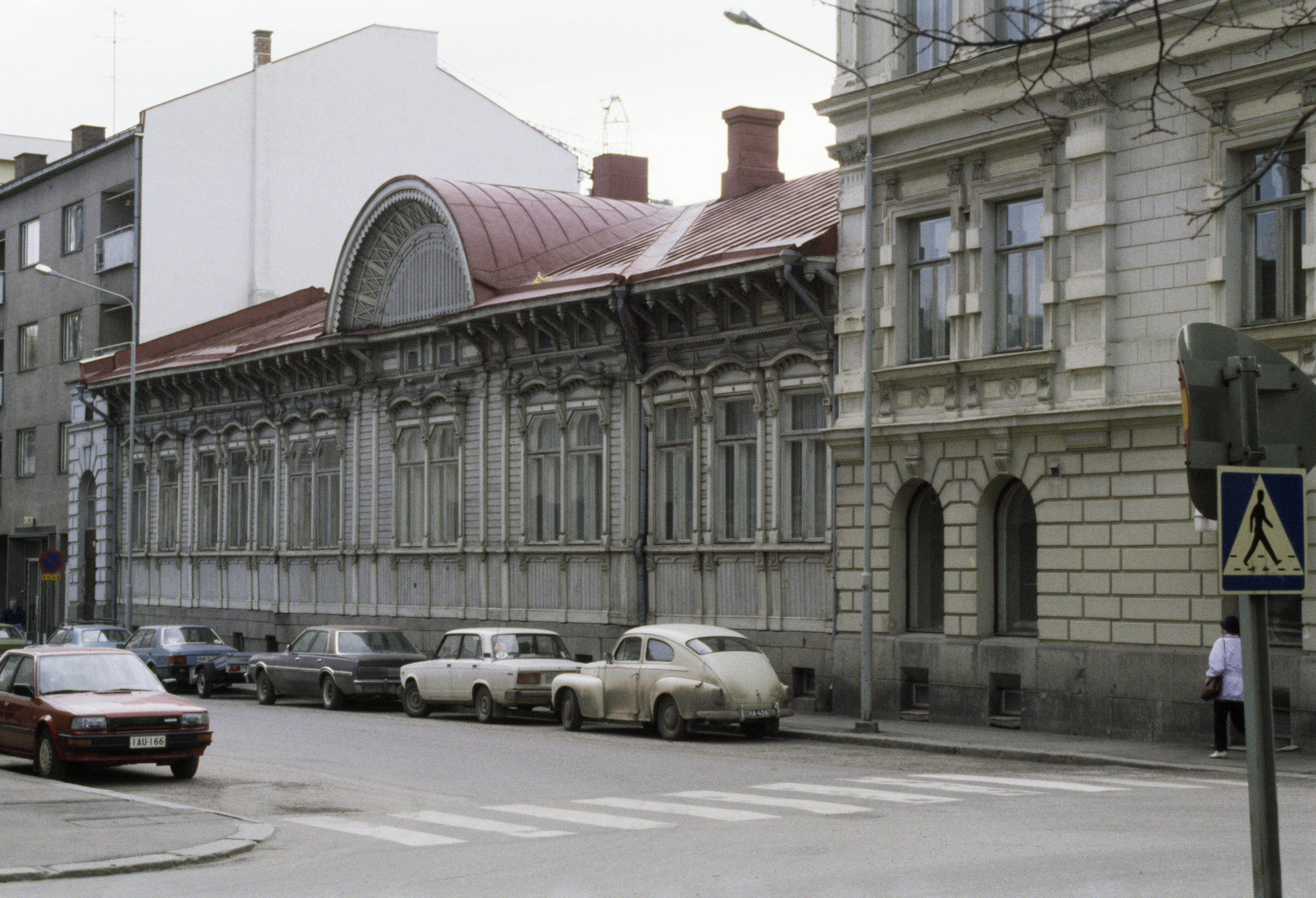
Bâtiment de Lambert Petterson.